# Le Pont-de-Beauvoisin, Isère
Le Pont-de-Beauvoisin je naselje in občina v vzhodnem francoskem departmaju Isère regije Rona-Alpe. Leta 2009 je naselje imelo 3.449 prebivalcev.

## Geografija
Kraj leži v pokrajini Daufineji ob reki Guiers, 52 km severno od Grenobla. Reka, ki ločuje departmaja  
Isère in Savoie, hkrati ločuje tudi kraj od nasproti ležečega istoimenskega kraja Le Pont-de-Beauvoisin, ki pa se že nahaja v zgodovinski Savoji.

## Uprava
Le Pont-de-Beauvoisin je sedež istoimenskega kantona, v katerega so poleg njegove vključene še občine Les Abrets, Aoste, La Bâtie-Montgascon, Chimilin, Corbelin, Fitilieu, Granieu, Pressins, Romagnieu, Saint-Albin-de-Vaulserre, Saint-André-le-Gaz, Saint-Jean-d'Avelanne in Saint-Martin-de-Vaulserre z 18.012 prebivalci.
Kanton Pont-de-Beauvoisin je sestavni del okrožja La Tour-du-Pin.

## Zanimivosti
- cerkev sv. Klementa,
- trg La place du Théâtre de verdure, z gledališčem na prostem.

## Pobratena mesta
- Erbach im Odenwald (Hessen, Nemčija);